# Глушко, Николай Тафанович
Николай Тафанович Глушко — советский хозяйственный и государственный деятель, Герой Социалистического Труда.

## Биография
Родился в 1928 году. Член КПСС.
С 1945 — монтажник мостоотряда номер 2, базировавшегося в городе Киеве.
После тяжелой травмы на рабочем месте сменил специализацию, однако впоследствии вернулся к монтажной работе.
Участвовал в строительстве мостовых переходов в Оренбургской области и Казахской ССР.
Освоив ряд смежных специальностей, вступил в должность бригадира комплексной бригады мостоотряда № 2 Министерства транспортного строительства СССР.
Участвовал в строительстве большинства инфраструктурных объектов города Киева, в том числе Дарницкого моста.
Указом Президиума Верховного Совета СССР от 14 августа 1962 года присвоено звание Героя Социалистического Труда с вручением ордена Ленина и золотой медали «Серп и Молот».
Делегат XXIII, XXIV и XXVI съездов КПСС, XXV съезда КПУ (1976).
Жил в Киеве.

## Награды и звания
- Герой Социалистического Труда (14.08.1962)
- Орден Ленина (14.08.1962)
- Орден Дружбы народов (10.05.1977)